# قرار مجلس الأمن التابع للأمم المتحدة رقم 1976
قرار مجلس الأمن التابع للأمم المتحدة رقم 1976، الذي اتخذ بالإجماع في 11 أبريل 2011، بعد أن ذكر بالقرارات السابقة بشأن الوضع في الصومال، ولا سيما القرارات 1918 (2010) و1950 (2010)، قرر المجلس النظر في إنشاء محاكم صومالية خاصة لمحاكمة قراصنة يعملون قبالة سواحل البلاد.
تمت صياغة القرار من قبل كولومبيا وفرنسا وإيطاليا وروسيا وإسبانيا وأوكرانيا.

## أعمال
اعترف القرار باستمرار عدم الاستقرار في الصومال باعتباره أحد الأسباب الكامنة وراء قضية القرصنة. وطُلب من المنظمات الدولية، بما في ذلك برنامج الأمم المتحدة الإنمائي، مساعدة السلطات الصومالية في إرساء الحكم وسيادة القانون في المناطق الخارجة عن القانون حيث تحدث أعمال القرصنة. وكان لا بد من التحقيق في مزاعم الصيد غير المشروع وإلقاء النفايات السامة والإبلاغ عنها. 
علاوة على ذلك، جادل المجلس بضرورة زيادة الأهلية القانونية للصومال وبلدان المنطقة من أجل مقاضاة القراصنة وبالتالي سينظر في إنشاء محاكم خاصة لمحاكمة القراصنة على الرغم من أنه لم يحدد مكان وجود هذه المحاكم.